# 大歩危駅
大歩危駅（おおぼけえき）は、徳島県三好市西祖谷山村徳善西にある、四国旅客鉄道（JR四国）土讃線の駅である。駅番号はD27。

## 概要
土讃線における徳島県内最後の駅となっている。下り方の次駅・土佐岩原との間で徳島・高知県境を越えると共に、全長4,179mの大歩危トンネルが存在する。同トンネルは、1986年3月の予讃線短絡ルート開通に伴い犬寄トンネル（6,012m）が使用開始となるまで、四国島内のJR線における最長のトンネルとなっていた。
構内には大歩危の渓谷を眺めることのできる遊歩道がある。その名称から上り方の次駅・小歩危とともに「オオボケ・コボケ」と呼び親しまれており、メディアでも時折ネタとして紹介されることがある。また、作家の阿川弘之も『大ぼけ小ぼけ』というタイトルの書籍を刊行している。
すべての特急列車が停車する。また阿波池田駅方面から当駅で折り返す列車も、夕方以降を中心に設定されている。土曜・日曜・祝日を中心に運行されている観光特急列車「四国まんなか千年ものがたり」も当駅で折り返す。
駅無人化を機に地元住民により結成された「JR大歩危駅活性化協議会」が活動しており、清掃、植樹、駅事務室の改装、観光列車の出迎えなどを行っている。三好市や民間宿泊業者のPR効果もあり、新型コロナウイルス蔓延による入国制限のあった時期を除いて祖谷のかずら橋などを目指す外国人観光客の利用も多い。

## 歴史
- 1935年（昭和10年）11月28日：阿波赤野駅（あわあかのえき）として開業[3]。
- 1950年（昭和25年）10月1日：駅名を大歩危駅に改称[13]。（西宇 → 小歩危と同日）
- 1970年（昭和45年）10月1日：小口扱貨物の取り扱いを廃止[3]。
- 1984年（昭和59年）2月1日：荷物の取り扱いを廃止[3]。
- 1987年（昭和62年）4月1日：国鉄分割民営化により、四国旅客鉄道の駅となる[3]。
- 1990年（平成2年）11月21日：土日祝日の駅員配置を取り止め[14]。
- 1993年（平成5年）1月22日：大歩危橋から当駅までの車道を3mから6.5mに拡幅し、駅前にバスとタクシーの乗降場を設置[15]。
- 2008年（平成20年）3月15日：ダイヤ改正によって、すべての特急列車が停車するようになる。
- 2010年（平成22年）10月1日：無人化[4][16]。
- 2011年（平成23年）
  - 4月：こなきじじいが駅長に就任[17]。
  - 7月9日：柴犬の虎太郎が助役に就任[17]。
- 2013年（平成25年）11月：無人化で使用されなくなった旧事務室（約35平方メートル）を改装して観光案内所を設置。株式会社大歩危妖怪村が運営[12]。
- 2014年（平成26年）12月：観光案内所をJR大歩危駅活性化協議会が運営[12]。
- 2015年（平成27年）4月：観光案内所を三好市観光協会が運営[12]。
- 2018年（平成30年）
  - 7月14日：当駅での公衆無線LAN（Wi-Fi）のサービスを開始[18]。
  - 12月：JR大歩危駅活性化協議会が国土交通省の手づくり郷土賞（てづくりふるさとしょう）」の一般部門グランプリを受賞[11][19]。

## 駅構造
単式ホーム1面1線と島式ホーム1面2線、合計2面3線のホームと木造駅舎を有する地上駅。駅舎とホームは構内踏切で連絡しているため、1番線に列車が入線するとその前後（特に阿波池田方面行きでは出発後まで）は横断できない。島式ホームが1・2番線で、その奥の単式ホームが3番線である。さらに単式ホームの奥は遊歩道に繋がっている。駅舎内にはコインロッカーがあるが、いずれも大型荷物用のため使用料は1回500円である。トイレは駅構内にはないが、駅舎の横に設置されている。
かつては平日午前中のみ駅員が配置されていたが、2010年10月1日に完全な無人駅となった。ただし土休日や長期休暇中などの多客期には、駅員が派遣されることもある。駅舎内には観光案内所と自動券売機が設置されており、券売機では近距離および岡山駅までの乗車券と自由席特急券を発売している。なお、駅の管理は阿波池田駅が行っている。
観光案内所は駅事務室だったスペースを改装して設けられており、休憩室も兼ねている。駅舎に入ってすぐに観光案内所の出入口がある。
2011年4月に地元生まれの妖怪こなきじじいが駅長に就任し、観光案内所入口横に木彫りのこなきじじい像が置かれているほか、同年7月には柴犬の虎太朗が助役に就任し、2013年11月の退任まで毎週日曜日に乗客の出迎えを行っていた。

### のりば
| のりば  | 路線    | 方向 | 行先                     |
| ------- | ------- | ---- | ------------------------ |
| 1・2・3 | ■土讃線 | 下り | 土佐山田・高知・中村方面 |
| 1・2・3 | ■土讃線 | 上り | 阿波池田・高松・岡山方面 |

付記事項
- 3番のりばに特急列車が入らないことを除いて、停車ホームは一定していない。特急列車は原則1番のりばだが、午前中の一部が2番のりばから発着する。普通列車は原則2番のりばだが、一部が1番ないし3番のりばから発着する。
- 観光列車「四国まんなか千年ものがたり」は2番のりばから発着する。

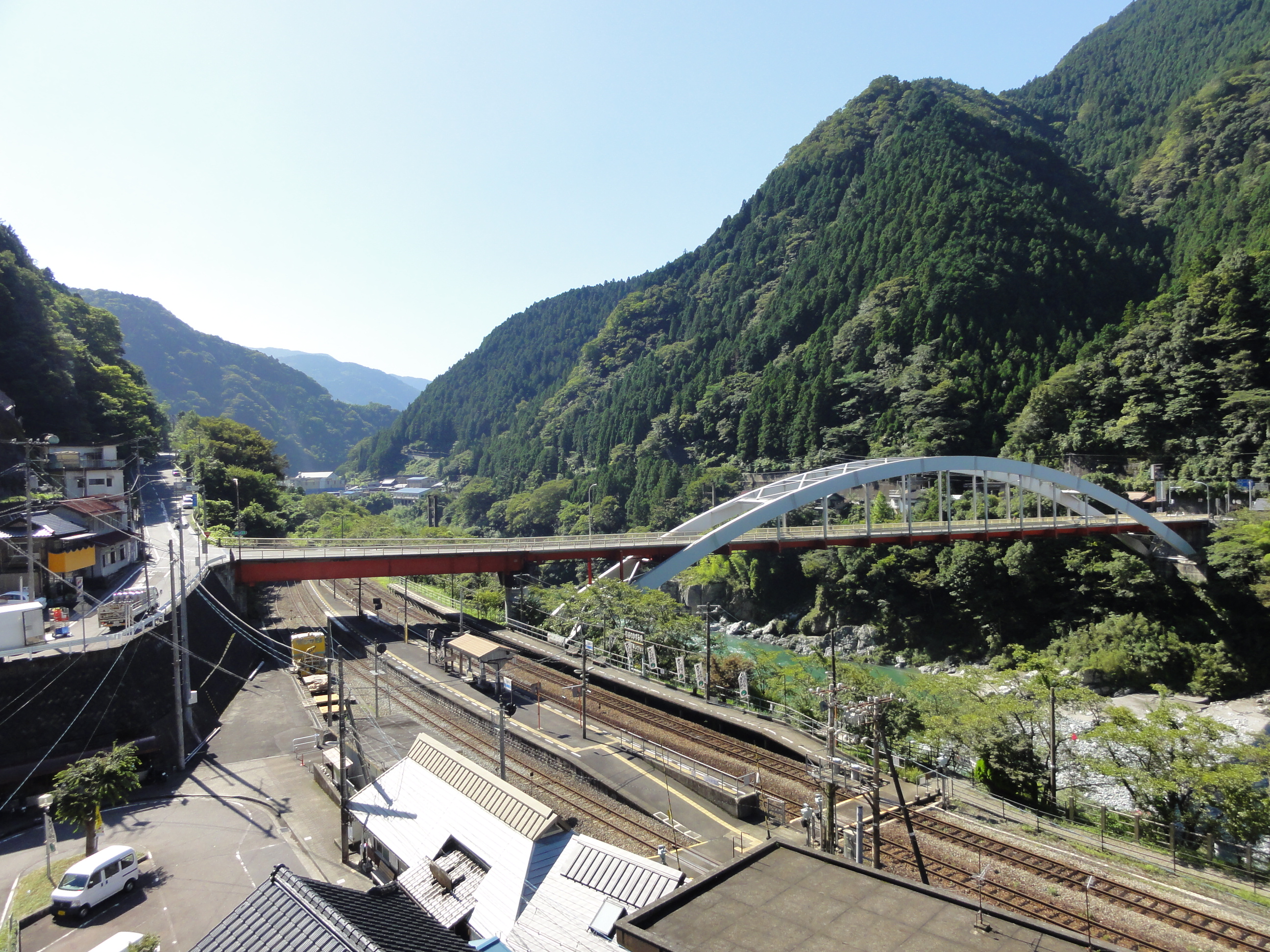
駅全景（2011年9月）
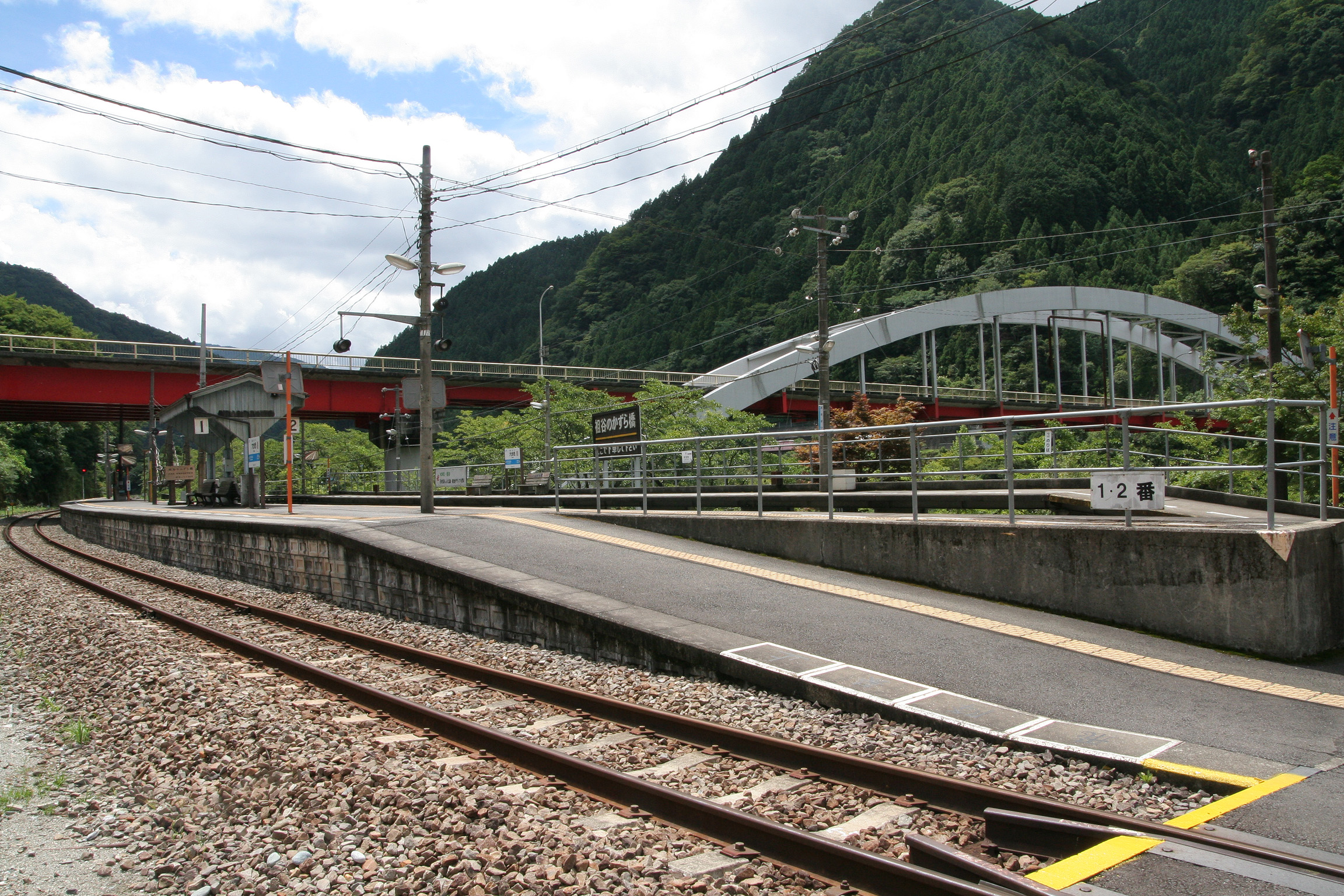
構内踏切（2008年8月）
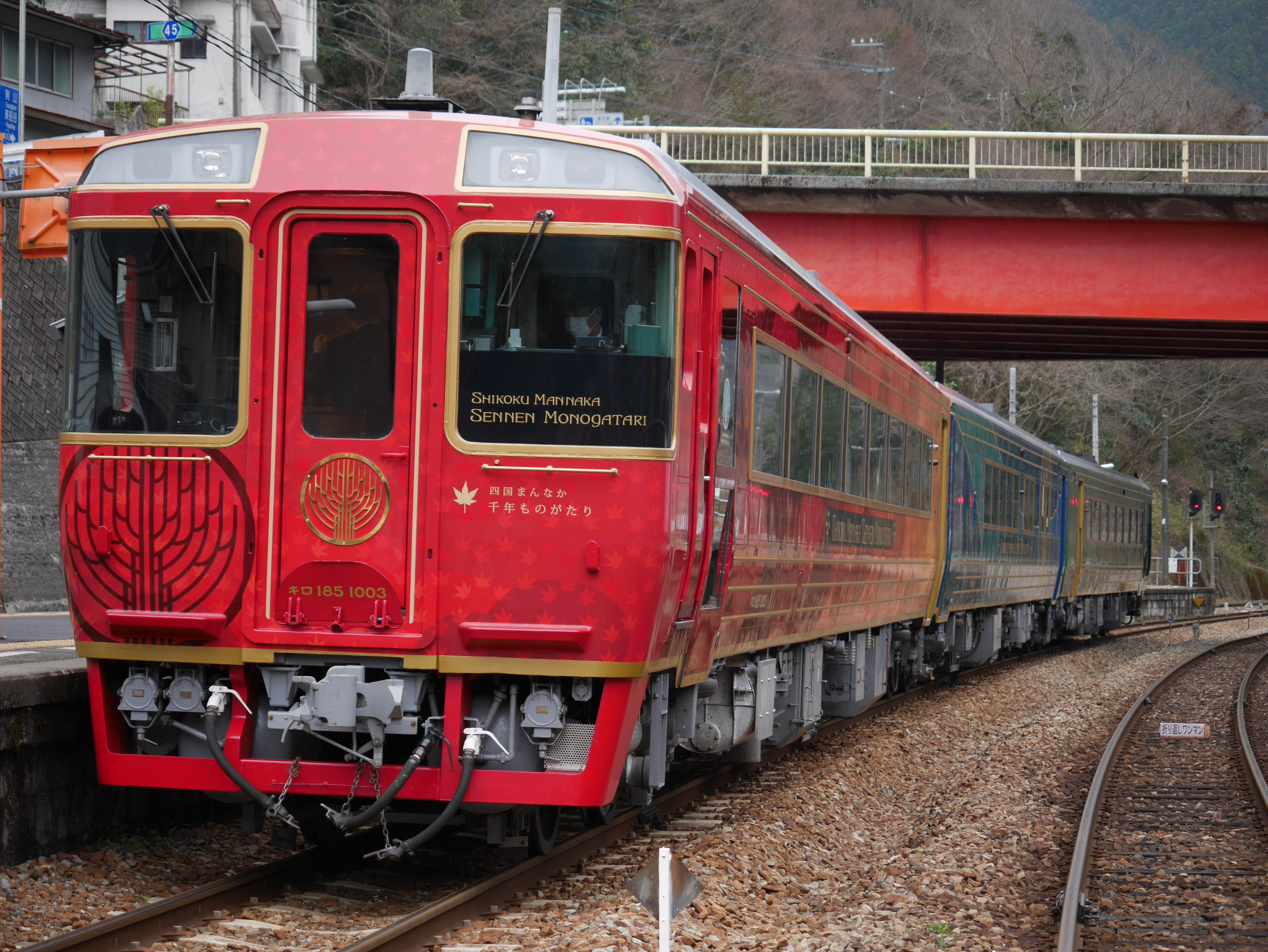
「四国まんなか千年ものがたり」が2番のりばに停車中（2017年3月）

## 利用状況
1日平均乗車人員は下記の通り。
- 172人（1995年度）
- 175人（1996年度）
- 171人（1997年度）
- 178人（1998年度）
- 156人（1999年度）
- 145人（2000年度）
- 152人（2001年度）
- 150人（2002年度）
- 133人（2003年度）
- 115人（2004年度）
- 110人（2005年度）
- 100人（2006年度）
- 103人（2007年度）
- 98人（2008年度）
- 89人（2009年度）
- 83人（2010年度）
- 77人（2011年度）
- 71人（2012年度）
- 73人（2013年度）
- 73人（2014年度）

なお、2019年度の乗車人員は71人となっている。

## 駅周辺

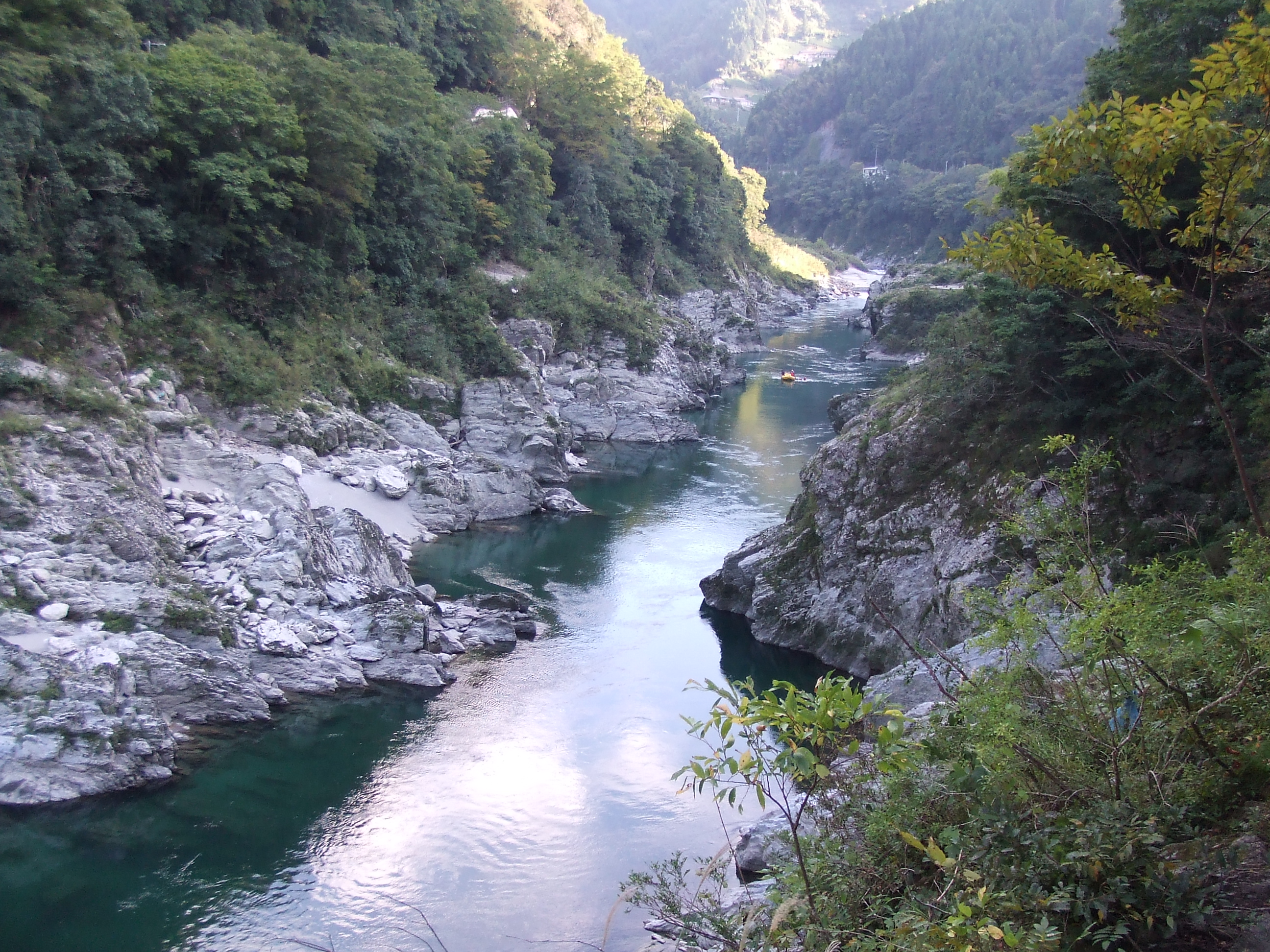
吉野川の大歩危

当駅周辺は吉野川の渓谷美で知られる大歩危・小歩危があり、平家落人の里やかずら橋のある（秘境）祖谷渓への入口でもある。駅前からかずら橋行きのバスが1日に数本でている。
- 道の駅大歩危 - 鉱物の博物館「ラピス大歩危」
- 藤の里公園
- 国道32号
- 徳島県道45号西祖谷山山城線
- 徳島県道163号大歩危停車場線
- 大歩危峡観光遊覧船（徒歩約20分）
- 祖谷温泉（バス乗り継ぎ約40分）
- いやしの温泉郷（バス乗り継ぎ約75分）
  - 奥祖谷観光周遊モノレール(いやしの温泉郷敷地内)
- 徳善屋敷

## バス路線
駅舎内の出入口の上部に、（四国交通・三好市営バス共通で）発車時刻を表示するモニターが設置されている。
- 四国交通
  - 祖谷線：久保（久保方面の一部便は途中のかずら橋で乗り換え） / 阿波池田駅・阿波池田バスターミナル[6]

阿波池田バスターミナル始発のものも当駅を経由するほか、当駅からの接続を前提にした大歩危峡 - かずら橋間の区間便も運行されており、この系統は一部祖谷温泉を経由する。ポンチョを使用。
- 三好市営バス
  - かずら橋・大歩危線：かずら橋・閑定
  - 吾橋・有瀬線：落窪

日曜・祝日・正月三が日は運休するほか、夕方の鳴石ゆきは土曜運休。かずら橋ゆきは山間部のカーブが多い旧道を経由するため四国交通より所要時間は長く、40〜60分程度を要する。そのため、急ぐ人や乗り物酔いしやすい人はタクシーを利用するよう時刻表に明記されている。また、朝夕の一部の便はスクールバスも兼ねているため生徒が優先となる。ハイエースを使用。

## 隣の駅
四国旅客鉄道（JR四国）
■土讃線
- 特急「南風」「しまんと」停車駅、「四国まんなか千年ものがたり」発着駅

■普通
小歩危駅 (D26) - 大歩危駅 (D27) - 土佐岩原駅 (D28)